# Metro Rapid
Metro Rapid – system szybkiego transportu autobusowego w hrabstwie Los Angeles, komplementarna wobec sieci autobusów Metro Local.
System składa się z 29 linii na 26 trasach o łącznej długości 750 km (450 mil). Numeracja linii jest trzycyfrowa, pierwszą cyfrą numeru na trasach regularnych jest 7, linia Wilshire Rapid Express oznaczona jest numerem 920. Pojazdy je obsługujące to autobusy New Flyer, NABI, NABI Metro 45Cs,NABI 60-BRT. Od czerwca 2006 roku kursują one w dni robocze co najmniej pomiędzy godzinami 5.00 – 21.00, co 10 minut w godzinach szczytu i co 20 poza nimi. Niektóre linie kursują także w weekendy i dni świąteczne.
Operatorem systemu jest Los Angeles County Metropolitan Transportation Authority (LACMTA), z wyłączeniem dwóch linii które obsługuje Big Blue Bus z Santa Monica.
Program Metro Rapid zaczęto wdrażać w latach 2000-2002.